# Garrard & Co
Koordinaten: 51° 30′ 36,3″ N, 0° 8′ 34,6″ W

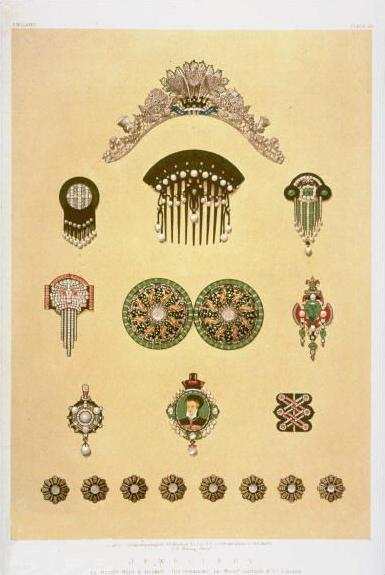
Juwelen von Garrard & Co (1862)

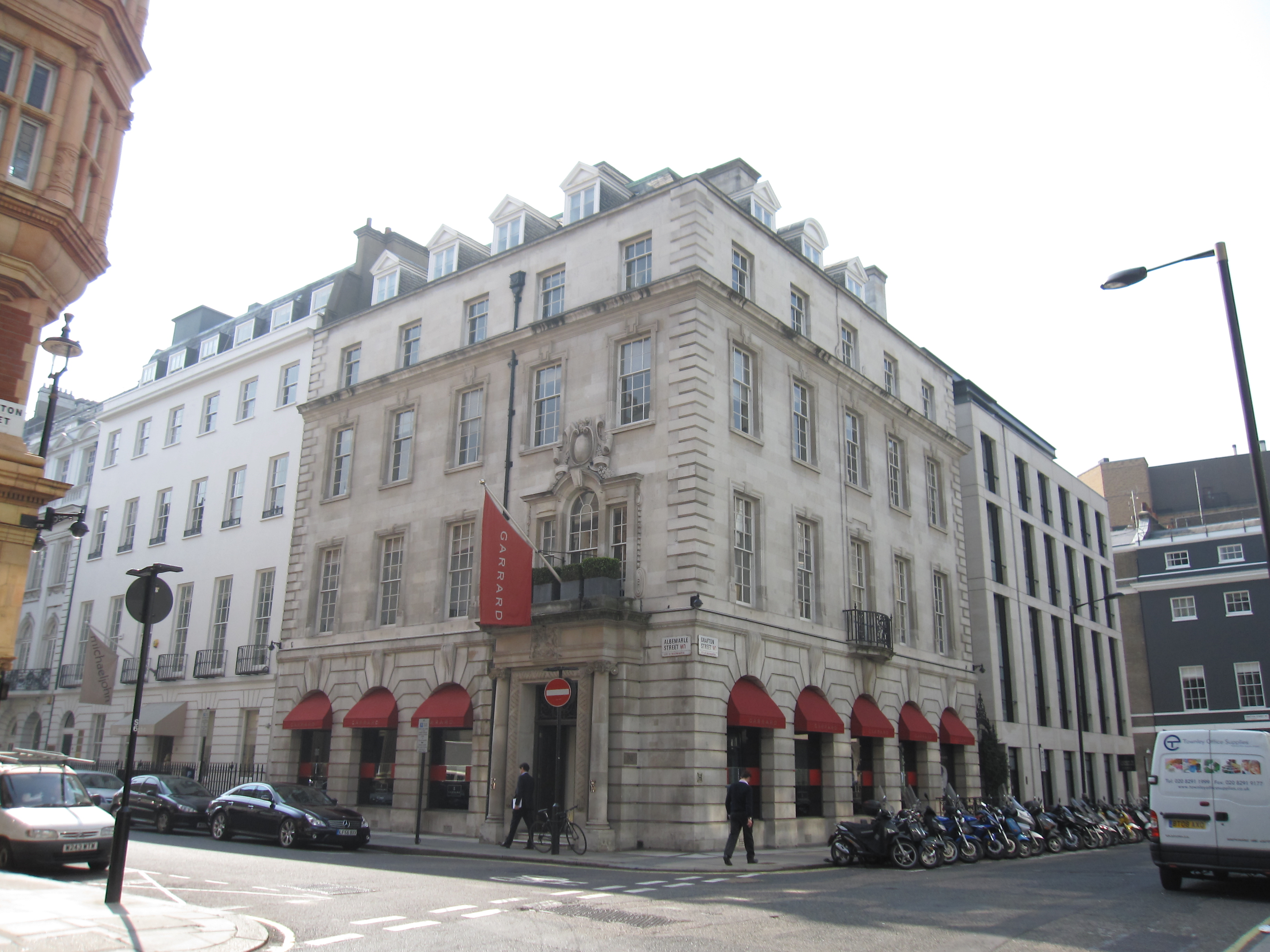
Haupthaus von Garrard & Co in London

Garrard & Co. ist ein traditionelles Juweliersunternehmen mit Sitz in London. Garrard war von 1843 bis 2007 als Hofjuwelier für die britischen Kronjuwelen zuständig.

## Geschichte
Die Wurzeln des Unternehmens Garrard gehen zurück auf den Gründer George Wickes, der seine Marke in der Goldsmiths’ Hall im Jahre 1722 eintrug. 1735 etablierte sich Wickes fest, als er sich selbständig machte. Bald darauf wurde er zum Goldschmied von Friedrich Ludwig von Hannover, dem Fürsten von Wales ernannt. Im Jahre 1802 übernahm Robert Garrard Senior die alleinige Kontrolle über das Unternehmen. Nach seinem Tod im Jahre 1818 folgten ihm seine Söhne Robert Garrard II., James und Sebastian. Die Repunze mit der Krone und dem Buchstaben „G“ wurde unter Robert Garrard im Jahre 1822 entwickelt.
Im 19. Jahrhundert kamen eine Reihe von Aufträgen von königlicher Seite und vom Adel. Viele dieser Auftragsarbeiten befinden sich heute in Museen, nationalen Institutionen und Privatsammlungen auf der ganzen Welt. 1843 ernannte Königin Victoria Garrard zum Hofjuwelier, zuständig für die Kronjuwelen – ein Amt, das Garrard & Co unter den folgenden sechs Monarchen bekleiden sollte. 1870 stellte Garrard eine kleine Krone für Königin Victoria her.
Garrard war für die Pflege und Herstellung der britischen Kronjuwelen im Tower von London zuständig. Das Sovereign’s Sceptre with the Cross wurde von Garrard im Jahre 1910 teilweise neu gestaltet, als der größte Diamant der Welt, der Cullinan I mit 530 Karat angebracht wurde. 1911 beauftragte man ihn mit der Herstellung der Krönungskrone für Königin Mary sowie der Imperial Crown of India für Georg V., zur Feier seiner Krönung beim Delhi Durbar.
Die Krönung von 1937 bildete einen weiteren Meilenstein für Garrard. Die Krone für Königin Elisabeth, der späteren Königinmutter, wurde mit dem Koh-i-Noor Diamanten besetzt. Die Imperial State Crown wurde neu aufgesetzt und nochmals 1953 für die Krönung von Königin Elisabeth II.
Außer Kronjuwelen fertigte Gerrard auch Pokale und Preise. 1848 wurde der America’s Cup für den Preis von 100 Sovereigns hergestellt. Weitere Pokale von Garrard sind der Dubai World Cup, der Cricket World Cup, den Webb Ellis Cup und die Premier League Trophy.
2007 aberkannte Königin Elisabeth II. den Hoflieferantentitel nach über 160 Jahren und übertrug ihn an Harry Collins aus Kent von G. Collins and Sons. Nähere Gründe wurden nicht genannt, außer dass es Zeit für Veränderungen gewesen sei. Garrard ist aber nach wie vor Hoflieferant für den Prince of Wales.
Garrard hatte 2009 neben dem Hauptsitz in der Albemarle Street Filialen in Beverly Hills und der Dubai Mall, sowie kleinere Geschäfte in London-Knightsbridge, New York, Tokyo, Hongkong, Moskau und Istanbul.
Zu den beliebtesten Produkten gehören Eheringe und Juwelen.

## Plattenspieler
Im Ersten Weltkrieg befasste sich das Unternehmen auch mit der Entwicklung und Herstellung von Waffenmechanik. Nach Kriegsende bildeten einige dieser Entwicklungen, insbesondere ein besonders hochwertiger aufziehbarer Federwerkmotor, die Basis für eine erfolgreiche Produktion von Grammophonen. Nach dem Zweiten Weltkrieg erzielte Garrards Phonosparte großen geschäftlichen Erfolg und erwarb sich hohe, unter Sammlern und Enthusiasten bis heute andauernde Reputation mit hochwertigen, für den Rundfunk entwickelten Laufwerken. Analog zur deutschen Phonoindustrie hatte der Hersteller Mühe, gegen die Ende der 70er Jahre erstarkende japanische Konkurrenz zu bestehen, was 1979 zum Verkauf der Phonosparte an einen brasilianischen Investor führte. Mittelfristig zog dies das Ende der Marke nach sich.